# هوارد إم. نورتن
هوارد إم. نورتن (بالإنجليزية: Howard M. Norton)‏ هو صحفي أمريكي، ولد في 30 مايو 1911، وتوفي في 12 مارس 1994.